# Nordwald

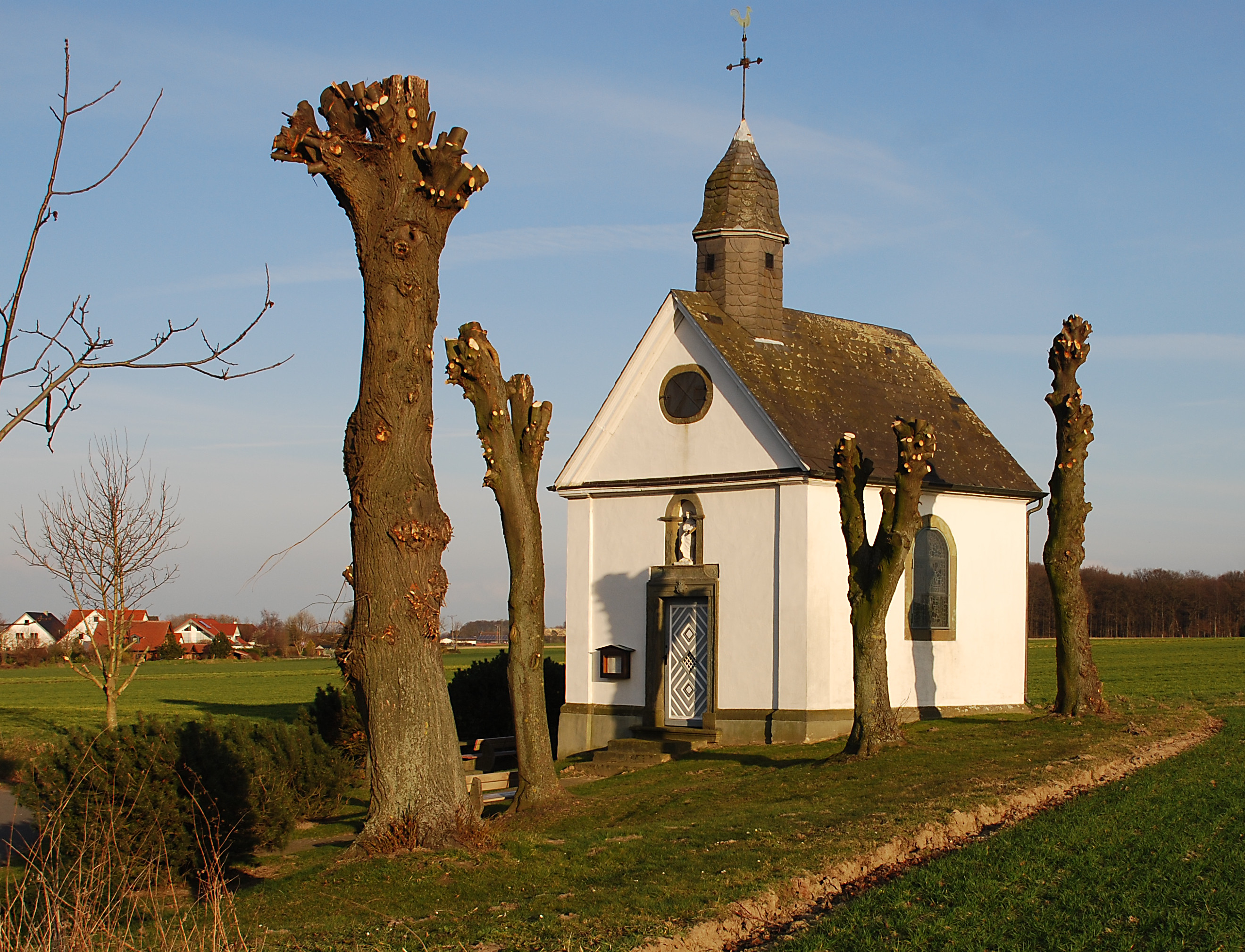
St.-Anna-Kapelle

Nordwald ist ein Ortsteil der Gemeinde Lippetal im Kreis Soest. Der Ort hat 482 Einwohner (Stand: 31. März 2021).
Am 1. Juli 1969 wurde Nordwald in die neue Gemeinde Lippetal eingegliedert.
Zwischen Nordwald und seinem Nachbardorf Hovestadt liegen ein Sportplatz, ein Sportlerheim, ein Kindergarten und ein neu erbautes Seniorenheim mit Betreutem Wohnen. An Besonderheiten lassen sich eine Kornbrennerei und die St.-Anna-Kapelle nennen.

## Die St.-Anna-Kapelle
Die Kapelle im Stil der Renaissance wurde ca. in der ersten Hälfte des 18. Jahrhunderts errichtet. Stifter der Kapelle ist Johannes Theodor Cree, ein Geistlicher, der von dem Hof Cree in der Nähe stammte. Im Inneren befindet sich eine barocke Statue der heiligen St. Anna. Zwei andere erhaltene Barockfiguren zeigen den heiligen Johannes Nepomuk und die heilige Luiza. Statt des ursprünglichen Barockaltars steht heute ein neugotischer Holzschnitzaltar in der Kapelle. Die Kapelle ist in Schiefer eingedeckt und hat eine Glocke aus dem Jahr 1729.